# 种子盒子
种子盒子（英語：seedbox）是用于从對等網路上傳和下载電腦檔案的高带宽远程服务器。其带宽通常介于100 Mbit/s至20 Gbit/s。种子盒子获取文件后，有访问权限的人可以将文件下载到他们的个人电脑。

## 功能
种子盒子通常使用BitTorrent协议，不过也有用于eDonkey2000网络的。种子盒子通常连接到高速网络，吞吐量通常为100 Mbit/s甚至1 Gbit/s。一些提供商正在测试并提供10 Gbit/s共享服务器，也一些正在开发其他系统，以允许用户即时扩展其需求。种子盒获得文件的完整副本后，用户就可以通过HTTP、FTP、SFTP或rsync协议将它们高速下载到个人电脑上。这样做可实现匿名，且通常无需担心分享率。更高价的种子盒子可能还支持VNC或遠端桌面協定，可远程运行常见的客户端。还有一些种子盒子是BT专用的，只运行各种torrent软件，包括流行的客户端（如Transmission、rTorrent、Deluge和μTorrent）的Web界面以及TorrentFlux Web界面客户端。客户端也可以提供移动接口支持，例如Transmission。
高速网络上的种子盒子通常能够在几分钟内下载完大型文件，前提是该群集实际可以处理如此高的上传带宽。种子盒子的下载和上传速度通常为100 Mbit/s，这意味着1 GB文件可以在两分钟内完成下载。同样的1 GB文件可以在相同的时间内上传到其他用户，从而为该单个文件创建1:1的分享率。高速的传输能力使其对P2P社区非常有吸引力。由于其高速度，使用私有torrent Tracker、将分享率保持在1以上可能非常重要时，种子盒子较为流行。
种子盒子还被用来规避互联网服务供应商的带宽限制，或者规避诸如法国的HADOPI法之类的版权法律。